# Valerian
Caesar Publius Licinus Valerianus Pious (ca. 200 – 260) var en romersk kejser kendt som Valerian 253 – 260. Før han blev kejser, var han hærfører for den romerske hær i Gallien. I 253 førte han sin hær til Italien for at beskytte kejser Trebonianus Gallus mod Aemilianus, som militæret havde udnævnt til ny kejser. Både Trebonianus Gallus og Aemilianus døde i magtkampen, og Valerian blev anerkendt som kejser. Valerians søn Gallienus blev indsat som medregent. I 260 blev Valerian taget til fange af sassaniderne anført af Shapur 1. under et felttog mod dem. Han døde i fangenskab.
Valerians tilfangetagelse var en katastrofe for romerne. For Shapur var det en enorm propagandasejr. Den kristne forfatter Lactantius tidligt i 300-tallet har fortalt, at den persiske konge anvendte Valerian som fodskammel, når han steg til hest, og udsatte ham for andre ydmygelser. Efter sin død blev Valerian vistnok flået, udstoppet og placeret som et trofæ i et persisk tempel. Det blev yderligere påstået, at det var først efter et senere persisk nederlag mod romerne, at kejserens levninger blev udleveret til kremering og begravelse.

## Eksterne kilder
- Collins, Roger: Early Medieval Europe 300-1000, Second edition, Palgrave 1999

- Wikimedia Commons har flere filer relateret til Valerian